# Anneau de Gygès

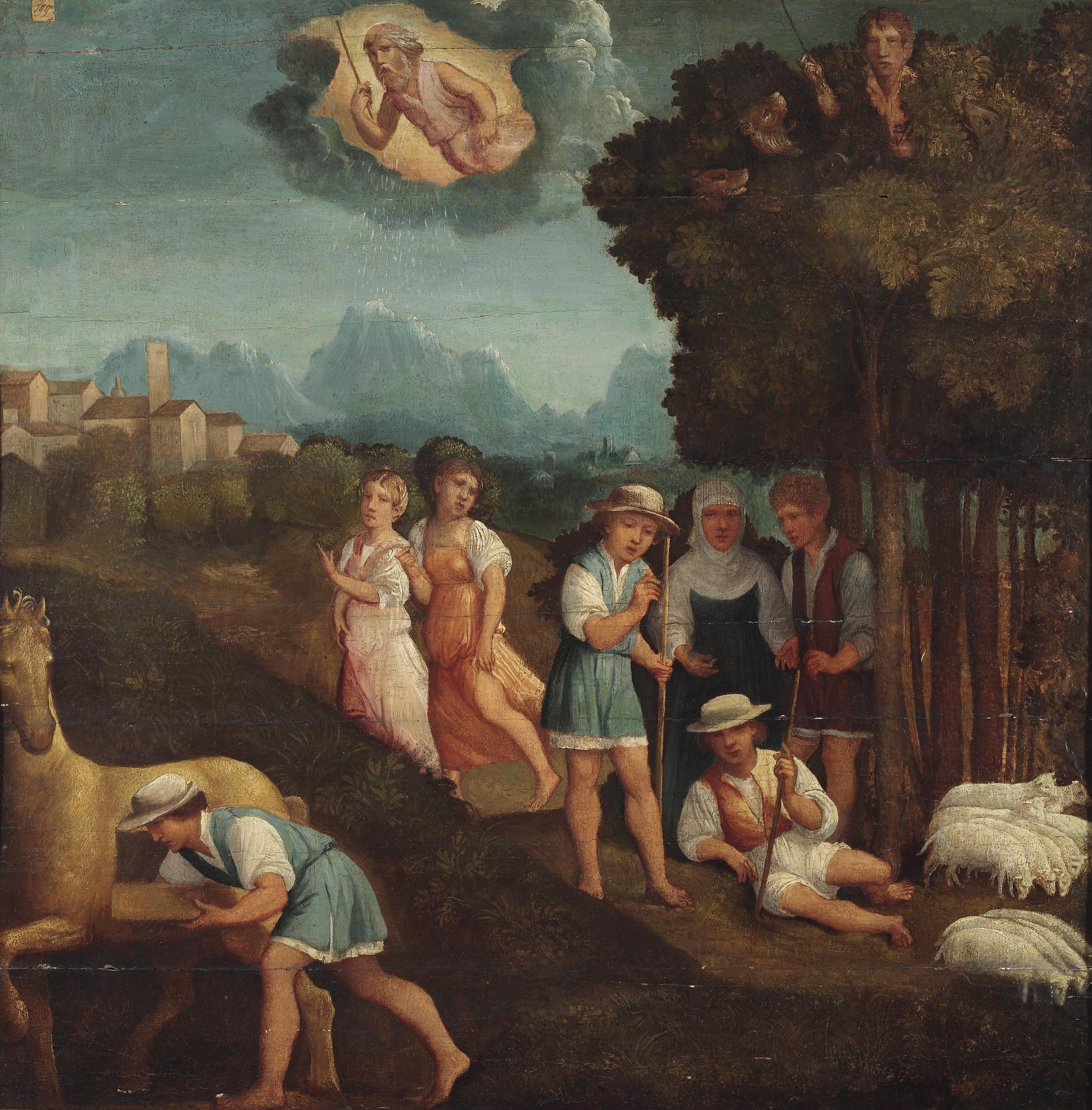
L'anneau de Gygès, huile sur bois du XVIe siècle de Ferrare.

L’anneau de Gygès (prononcé [ ʒi.ʒɛs]) est un anneau magique mythologique qui, selon une allégorie philosophique proposée par Platon dans le deuxième livre de La République, permettrait à son détenteur de devenir invisible. Mythe classique de la philosophie occidentale, l'allégorie de l'anneau de Gygès permet de soulever des questions éthiques par rapport à la justice. Ce mythe souligne la théorie platonicienne selon laquelle la justice est liée à la transparence et la crainte de la punition.

## Histoire
Le mythe de l'anneau de Gygès apparaît pour la première fois dans la République de Platon. Dans le premier livre de l'ouvrage, Thrasymaque, défendant le droit du plus fort, soutient contre Socrate la thèse selon laquelle commettre l'injustice est profitable (et sans aucun doute plus profitable que la subir) et que la justice est instituée par les faibles pour se défendre face aux forts. Bien qu'il soit réfuté par Socrate, les deux frères de Platon, Glaucon et Adimante, ne sont pas convaincus.
Ainsi, dans le deuxième livre de la République, Glaucon se porte volontaire pour apporter la contradiction à Socrate. Il reprend la position de Thrasymaque à son compte, sans toutefois l'approuver, et l'illustre par une expérience de pensée.
Cette expérience de pensée est à la fois un mythe et une allégorie. Il s'agit de l'histoire de Gygès (ou de son ancêtre, les traductions différant sur ce point), un berger qui, à la suite d'un violent orage, découvre dans le sol un anneau. Lorsqu'il est passé au doigt et que son chaton est tourné, il rend invisible son porteur. Gygès utilise ce pouvoir pour séduire la reine, complote avec elle et assassine le roi pour s'emparer du pouvoir.
Cette histoire serait inspirée de celle contée par Hérodote sur la manière dont Candaule, tyran de Lydie, a été évincé de son trône.

## Concept
L'allégorie de l'anneau de Gygès permet au frère de Platon de soulever la question suivante : est-ce qu'être un homme juste, ce n’est pas en réalité être assez naïf pour respecter les lois et la morale même si cela peut être désavantageux ? In fine, n'agissons-nous de manière juste que parce que nous avons peur de la répression pénale ? Si oui, alors, chacun agirait comme Gygès une fois l'anneau obtenu.
Plus largement, l'allégorie permet de débattre sur les motivations de la moralité chez l'humain : résulte-t-elle seulement d'une convention sociale et arbitraire, ou bien d'une pure idée morale qui dispose toujours déjà les humains à la justice ?

## Postérité

### Cicéron et les«philosophes trop peu pénétrants»
Le mythe de l'anneau de Gygès connaît une grande fortune. Cicéron la reprend dans le livre III (chap. 38) de son traité De officiis (Des devoirs, 44 av. J.-C.). Il critique les « philosophes, sans malice mais trop peu pénétrants », qu'il accuse d'évacuer la question soulevée par Platon par un procédé malhonnête de remise en question de la véracité de l'histoire racontée par le philosophe grec. Ainsi, « ils [ces philosophes] disent que c'est là une fiction, un récit tout imaginaire qu'a reproduit Platon, comme s'il avait jamais affirmé la vérité ou la possibilité des faits rapportés ».
Cicéron critique ensuite la mauvaise foi de ces philosophes. Selon lui, lorsqu'on leur demande ce qu'ils feraient à la place de Gygès s'ils avaient l'assurance de ne jamais être pris (« si on a l'assurance que les hommes et les dieux l'ignoreront toujours »), ils s'entêtent à botter en touche : « Ils nient qu'on puisse avoir pareille assurance. Il est vrai qu'on ne peut l'avoir. Mais, je le demande, à supposer qu'on puisse avoir ce qu'ils nient qui soit possible, que fera-t-on ? Ils s'en tiennent obstinément à leur première réponse. Ils disent que le secret ne peut être garanti et n'en démordent pas, ils ne voient pas où tend la question ».

### Rousseau et l'opportunité de faire le bien
Jean-Jacques Rousseau aborde directement la question dans Les Rêveries du promeneur solitaire. Dans sa sixième promenade, il soutient que la scission entre l'être et le paraître en société l'a contraint à ne pas pouvoir toujours agir vertueusement en société. Or, devenir invisible lui aurait permis d'agir mieux. Ainsi, dit-il, « je me suis souvent demandé, dans mes châteaux en Espagne, quel usage j’aurais fait de cet anneau ». Il considère qu'armé de l'anneau, il ne ferait que le bien, et serait vertueux ; il craint toutefois de tomber dans le piège du voyeurisme. Il conclut que « Tout bien considéré, je crois que je ferai mieux de jeter mon anneau magique avant qu’il m’ait  fait faire quelque sottise ».

### Karr et le besoin de reconnaissance
Alphonse Karr mobilise le mythe de l'anneau de Gygès pour explorer la manière dont un objet peut, de manière magique ou pas, conférer à quelqu'une une célébrité ou un prestige social. Il écrit ainsi un poème :

« Celui qui met Gygès, son anneau merveilleux,/
Au nombre des récits faux et des contes bleus,/ 
(Je le sais maintenant), et se trompe et divague,/
Des exemples frappants ont dessillé mes yeux./
Si vous êtes méchant, stupide, laid et vieux,/
Mettez à votre index, un beau soir, une bague,/
Avec un diamant valant deux mille écus [...]/
Le diamant paraît et de ses feux éclaire/
Vos charmes ignorés, vos modestes vertus ;/
Vous étiez bête et laid, mais vous ne l'êtes plus !/
Dites n'importe quoi, les femmes applaudissent »

### De La Fontaine à Gautier, une inspiration littéraire
De nombreux auteurs ont trouvé dans cette fable une inspiration, notamment Jean de La Fontaine avec Le Roi Candaule et le maître en droit (1674), Théophile Gautier avec Le Roi Candaule (1844) et Denis Diderot avec Les Bijoux indiscrets (1748)[réf. nécessaire].

### Alain
Dans ses Éléments de philosophie, Alain revient sur le mythe de l'anneau de Gygès pour en tirer des conclusions au sujet de la vérité contenue dans les contes. Il écrit que « penser c'est faire attention à la pensée d'autrui ; c'est la reconnaître et vouloir s'y reconnaître. Se dire qu'après tout ils ne sont pas si sots, et qu'il y a toujours quelque vérité à prendre dans les contes de bonne femme, comme ce conte de Gygès le fait voir ».

## Débats et controverses
Un parallèle a souvent été dressé entre le mythe de l'anneau de Gygès et le Le Seigneur des anneaux, de J. R. R. Tolkien. Dimitri El Murr déclare dans une émission à France Culture que Tolkien s'est directement inspiré du  mythe de l'anneau de Gygès narré dans le livre II de la République de Platon. Cela apparaît aussi comme une évidence à Marilyn Maeso. Que les effets produits par les anneaux dans le roman de Tolkien s'inscrivent dans la continuité de la réflexion illustrée par l'histoire du berger lydien contée par Glaucon, relève également de l'évidence aux yeux de Samuel Bonnaud-Le Roux (2020). Toutefois, plusieurs auteurs estiment « improbable » que Tolkien se soit inspiré de philosophie grecque, et plus probable qu'il ait pris inspiration de mythes nordiques, dont il était plus proche. À ceux-là, Tolkien lui-même a pourtant répondu d'avance, non sans humour, que le seul point commun entre l'anneau des Nibelungen et celui de Sauron est que l'un et l'autre sont ronds. Dans son encyclopédie sur Tolkien, Michael D. C. Drout écrit que, s'il existe des ressemblances entre les deux anneaux, « le parallèle avec l'anneau unique de Tolkien est, cependant, assez superficiel ». Un fonds philosophique commun unit cependant, indéniablement, les deux anneaux, en ce qu'ils soulèvent des questions éthiques similaires,.